# Compétition masculine du pentathlon moderne aux Jeux olympiques d'été de 2024
Cet article traite de l'épreuve masculine. Pour la compétition féminine, voir Compétition féminine du pentathlon moderne aux Jeux olympiques d'été de 2024.
Navigation
Tokyo 2020 Los Angeles 2028
L'épreuve masculine du pentathlon moderne des Jeux olympiques d'été de 2024 se déroule du 8 au 10 août 2024.

## Médaillés
| Or                   | Argent            | Bronze              |
| Ahmed El-Gendy (EGY) | Taishu Sato (JPN) | Giorgio Malan (ITA) |

## Sites des compétitions
Toutes les épreuves du pentathlon moderne ont lieu au Château de Versailles, sauf le tour de classement de l'escrime qui a lieu à l’Arena Paris Nord à Villepinte.

## Calendrier
| Date            | Horaire | Horaire | Manche         |
| Date            | Début   | Fin     | Manche         |
| --------------- | ------- | ------- | -------------- |
| Jeudi 8 août    | 11 h 00 | 17 h 30 | Qualifications |
| Vendredi 9 août | 13 h 00 | 19 h 00 | Demi-finale    |
| Samedi 10 août  | 17 h 00 | 19 h 30 | Finale         |

## Déroulement
Le premier jour de la compétition est consacré aux qualifications. Il s'agit d'un poule unique d'escrime où chaque athlète affronte les 35 autres. 25 victoires rapportent 250 points et chaque victoire ou défaite supplémentaire ajoute ou retire 5 points.
En demi-finale, les compétiteurs sont versés dans deux groupes de 18 et les 9 meilleurs de chaque groupe se qualifient pour la finale. Les résultats de la poule d'escrime sont conservés et les épreuves suivantes sont disputées :
- le bonus round d'escrime : les deux épéistes les moins bien classés s'affrontent. Le vainqueur rencontre ensuite le suivant dans la hiérarchie du premier tour, et ainsi de suite jusqu'au vainqueur du premier tour. Chaque victoire apporte 2 points supplémentaire et il y a double bonus pour le premier.
- le 200 m nage libre de natation : s'il est effectué en 2 min 30 s ou moins, il rapporte 250 points. Un point est retiré par demi-seconde supplémentaire (exemple : 02:30.50 – .99 = 249 points, 02:31.00 – .49 = 248 points, etc.)
- le combiné ou laser-run : il regroupe la course et le tir. L'ordre de départ du laser-run se fait selon un handicap de temps qui est fonction des écarts de points entre les concurrents à l'issue des épreuves précédentes. Les athlètes disputent un cross-country de 3 000 mètres en 5 tours, ponctué de 4 arrêts à un stand de tir où les ils utilisent un pistolet à tir laser et visent une cible située à 10 mètres. Les tirs ont lieu respectivement après 600 m, 1 200 m, 1 800 m et 2 400 m de course. À chaque fois, le pentathlonien doit toucher les 5 cibles le plus rapidement possible, en un temps maximum de 1 min 10 s.

En finale, les mêmes épreuves sont disputées et l'équitation s'y ajoute avec un concours de saut d'obstacles sur un parcours de 350 à 450 mètres comportant 10 obstacles. Les cavaliers sont associés par tirage au sort à un cheval 20 minutes avant le début de l'épreuve.

## Résultats détaillés

### Qualifications
| Rang | Athlète                  | Nation          | Escrime   | Escrime |
| Rang | Athlète                  | Nation          | Victoires | Points  |
| ---- | ------------------------ | --------------- | --------- | ------- |
| 1    | Oleksandr Tovkai         | Ukraine         | 24        | 245     |
| 2    | Ahmed Elgendy            | Égypte          | 24        | 245     |
| 3    | Pavels Svecovs           | Lettonie        | 23        | 240     |
| 4    | Jun Woong-tae            | Corée du Sud    | 22        | 235     |
| 5    | Alexandre Dallenbach     | Suisse          | 21        | 230     |
| 6    | Taishu Sato              | Japon           | 21        | 230     |
| 7    | Bugra Unal               | Turquie         | 20        | 225     |
| 8    | Lukasz Gutkowski         | Pologne         | 20        | 225     |
| 9    | Kamil Kasperczak         | Pologne         | 20        | 225     |
| 10   | Seo Changwan             | Corée du Sud    | 20        | 225     |
| 11   | Valentin Prades          | France          | 20        | 225     |
| 12   | Todor Mihalev            | Bulgarie        | 20        | 225     |
| 13   | Mohanad Shaban           | Égypte          | 20        | 225     |
| 14   | Marvin Dogue             | Allemagne       | 20        | 225     |
| 15   | Matteo Cicinelli         | Italie          | 19        | 220     |
| 16   | Li Shuhuan               | Chine           | 19        | 220     |
| 17   | Balázs Szép              | Hongrie         | 18        | 215     |
| 18   | Giorgio Malan            | Italie          | 18        | 215     |
| 19   | Fabian Liebig            | Allemagne       | 17        | 210     |
| 20   | Luo Shuai                | Chine           | 17        | 210     |
| 21   | Emiliano Hernandez       | Mexique         | 17        | 210     |
| 22   | Andres Torres            | Équateur        | 16        | 205     |
| 23   | Jean-Baptiste Mourcia    | France          | 16        | 205     |
| 24   | Franco Serrano           | Argentine       | 15        | 200     |
| 25   | Andres Fernandez         | Guatemala       | 15        | 200     |
| 26   | Vladyslav Chekan         | Ukraine         | 15        | 200     |
| 27   | Charles Brown            | Grande-Bretagne | 14        | 195     |
| 28   | Duilio Carrillo          | Mexique         | 14        | 195     |
| 29   | Joseph Choong            | Grande-Bretagne | 14        | 195     |
| 30   | Csaba Bőhm               | Hongrie         | 13        | 190     |
| 31   | Esteban Bustos           | Chili           | 13        | 190     |
| 32   | Martin Vlach             | Tchéquie        | 12        | 185     |
| 33   | Phurit Yohuang           | Thaïlande       | 12        | 185     |
| 34   | Marek Grycz              | Tchéquie        | 10        | 175     |
| 35   | Georgiy Boroda-Dudochkin | Kazakhstan      | 10        | 175     |
| 36   | Marcos Rojas             | Cuba            | 10        | 175     |

### Demi-finale
Les 9 premiers de chaque groupe se qualifient pour la finale (F).
Le nombre de victoires en escrime est celui des qualifications. Le nombre de points est ajusté en fonction du bonus round.
| Rang | Athlète                  | Nation     | Équitation | Équitation | Escrime | Escrime | Escrime | Escrime | Natation      | Natation | Natation | Laser-run | Laser-run      | Laser-run | Laser-run | Total points | Remarque |
| Rang | Athlète                  | Nation     | Rang       | Points     | Vict.   | BR      | Rang    | Points  | Temps         | Rang     | Points   | Hand.     | Temps          | Rang      | Points    | Total points | Remarque |
| ---- | ------------------------ | ---------- | ---------- | ---------- | ------- | ------- | ------- | ------- | ------------- | -------- | -------- | --------- | -------------- | --------- | --------- | ------------ | -------- |
| 1    | Ahmed Elgendy            | Égypte     | 17         | 267        | 245     | 0       | 1       | 245     | 1 min 58 s 28 | 4        | 311      | +0:23     | 10 min 7 s 61  | 6         | 693       | 1 516        | Q, OR    |
| 2    | Alexandre Dallenbach     | Suisse     | 1          | 300        | 230     | 0       | 4       | 230     | 1 min 59 s 50 | 1        | 314      | +0:02     | 10 min 34 s 14 | 15        | 666       | 1 510        | Q        |
| 3    | Emiliano Hernandez       | Mexique    | 7          | 293        | 210     | 10      | 7       | 220     | 2 min 4 s 82  | 10       | 301      | +0:32     | 10 min 5 s 89  | 5         | 695       | 1 509        | Q        |
| 4    | Matteo Cicinelli         | Italie     | 11         | 293        | 220     | 0       | 8       | 220     | 1 min 59 s 90 | 5        | 311      | +0:22     | 10 min 16 s 62 | 9         | 684       | 1 508        | Q        |
| 5    | Pavels Svecovs           | Lettonie   | 4          | 300        | 240     | 0       | 2       | 240     | 2 min 2 s 17  | 7        | 306      | 0:00      | 10 min 40 s 68 | 16        | 660       | 1 506        | Q        |
| 6    | Fabian Liebig            | Allemagne  | 6          | 300        | 210     | 0       | 9       | 210     | 2 min 3 s 81  | 9        | 303      | +0:33     | 10 min 9 s 13  | 7         | 691       | 1 504        | Q        |
| 7    | Jean-Baptiste Mourcia    | France     | 8          | 293        | 205     | 2       | 12      | 207     | 2 min 9 s 07  | 18       | 292      | +0:54     | 9 min 48 s 28  | 2         | 712       | 1 504        | Q        |
| 8    | Csaba Bőhm               | Hongrie    | 2          | 300        | 190     | 4       | 14      | 194     | 1 min 59 s 50 | 2        | 311      | +0:41     | 10 min 4 s 64  | 4         | 696       | 1 501        | Q        |
| 9    | Valentin Prades          | France     | 10         | 293        | 225     | 10      | 3       | 235     | 2 min 7 s 25  | 14       | 296      | +0:22     | 10 min 24 s 18 | 14        | 676       | 1 500        | Q        |
| 10   | Martin Vlach             | Tchéquie   | 3          | 300        | 185     | 2       | 15      | 187     | 2 min 7 s 93  | 16       | 295      | +1:04     | 9 min 47 s 46  | 1         | 713       | 1 495        |          |
| 11   | Luo Shuai                | Chine      | 13         | 286        | 210     | 0       | 10      | 210     | 2 min 6 s 75  | 11       | 297      | +0:53     | 9 min 58 s 62  | 3         | 702       | 1 495        |          |
| 12   | Todor Mihalev            | Bulgarie   | 9          | 293        | 225     | 0       | 6       | 225     | 2 min 6 s 85  | 12       | 297      | +0:31     | 10 min 24 s 04 | 13        | 676       | 1 491        |          |
| 13   | Bugra Unal               | Turquie    | 14         | 283        | 225     | 0       | 5       | 225     | 2 min 7 s 24  | 13       | 296      | +0:42     | 10 min 23 s 26 | 12        | 677       | 1 481        |          |
| 14   | Marek Grycz              | Tchéquie   | 12         | 286        | 175     | 0       | 18      | 175     | 2 min 0 s 60  | 6        | 309      | +1:16     | 10 min 16 s 03 | 8         | 684       | 1 454        |          |
| 15   | Duilio Carrillo          | Mexique    | 16         | 279        | 195     | 0       | 13      | 195     | 2 min 7 s 39  | 15       | 296      | +1:16     | 10 min 17 s 52 | 10        | 683       | 1 453        |          |
| 16   | Georgiy Boroda-Dudochkin | Kazakhstan | 5          | 300        | 175     | 2       | 17      | 177     | 2 min 8 s 28  | 17       | 294      | +1:15     | 10 min 19 s 91 | 11        | 681       | 1 452        |          |
| 17   | Andres Torres            | Équateur   | 15         | 283        | 205     | 2       | 11      | 207     | 1 min 59 s 70 | 3        | 311      | +0:45     | 11 min 29 s 63 | 18        | 611       | 1 412        |          |
| 18   | Phurit Yohuang           | Thaïlande  | 18         | 245        | 185     | 2       | 16      | 187     | 2 min 2 s 18  | 8        | 306      | +1:48     | 11 min 3 s 33  | 17        | 637       | 1 375        |          |

| Rang | Athlète          | Nation          | Équitation | Équitation | Escrime | Escrime | Escrime | Escrime | Natation      | Natation | Natation | Laser-run | Laser-run        | Laser-run | Laser-run | Total points | Remarque |
| Rang | Athlète          | Nation          | Rang       | Points     | Vict.   | BR      | Rang    | Points  | Temps         | Rang     | Points   | Hand.     | Temps            | Rang      | Points    | Total points | Remarque |
| ---- | ---------------- | --------------- | ---------- | ---------- | ------- | ------- | ------- | ------- | ------------- | -------- | -------- | --------- | ---------------- | --------- | --------- | ------------ | -------- |
| 1    | Taishu Sato      | Japon           | 2          | 300        | 230     | 2       | 4       | 232     | 2 min 4 s 93  | 13       | 301      | +0:01     | 10 min 18 s 02   | 7         | 682       | 1 515        | Q        |
| 2    | Jun Woong-tae    | Corée du Sud    | 11         | 286        | 235     | 2       | 2       | 237     | 1 min 59 s 90 | 4        | 31       | 0:00      | 10 min 19 s 14   | 8         | 681       | 1 515        | Q        |
| 3    | Giorgio Malan    | Italie          | 6          | 293        | 215     | 4       | 10      | 219     | 1 min 59 s 82 | 3        | 311      | +0:11     | 10 h 12 min 46 s | 5         | 688       | 1 511        | Q        |
| 4    | Lukasz Gutkowski | Pologne         | 3          | 300        | 225     | 2       | 5       | 227     | 2 min 6 s 21  | 14       | 298      | +0:09     | 10 min 20 s 74   | 10        | 680       | 1 505        | Q        |
| 5    | Seo Changwan     | Corée du Sud    | 5          | 300        | 225     | 0       | 7       | 225     | 2 min 0 s 79  | 5        | 309      | +0:00     | 10 min 31 s 53   | 12        | 669       | 1 503        | Q        |
| 6    | Marvin Dogue     | Allemagne       | 14         | 286        | 225     | 8       | 3       | 233     | 2 min 7 s 95  | 15       | 295      | +0:20     | 10 min 11 s 78   | 3         | 689       | 1 503        | Q        |
| 7    | Balázs Szép      | Hongrie         | 7          | 293        | 215     | 0       | 11      | 215     | 2 min 3 s 81  | 11       | 303      | +0:23     | 10 min 12 s 10   | 4         | 688       | 1 499        | Q        |
| 8    | Joseph Choong    | Grande-Bretagne | 12         | 286        | 195     | 8       | 12      | 203     | 1 min 58 s 71 | 1        | 313      | +0:32     | 10 min 5 s 18    | 1         | 695       | 1 497        | Q        |
| 9    | Mohanad Shaban   | Égypte          | 10         | 286        | 225     | 0       | 8       | 225     | 2 min 4 s 72  | 12       | 301      | +0:22     | 10 min 15 s 82   | 6         | 685       | 1 497        | Q        |
| 10   | Charles Brown    | Grande-Bretagne | 1          | 300        | 195     | 0       | 16      | 195     | 2 min 2 s 45  | 8        | 306      | +0:33     | 10 min 7 s 85    | 2         | 693       | 1 494        |          |
| 11   | Vladyslav Chekan | Ukraine         | 4          | 300        | 200     | 0       | 15      | 200     | 2 min 2 s 82  | 10       | 305      | +0:29     | 10 min 19 s 49   | 9         | 681       | 1 486        |          |
| 12   | Li Shuhuan       | Chine           | 9          | 291        | 220     | 2       | 9       | 222     | 2 min 9 s 53  | 16       | 291      | +0:30     | 10 min 23 s 61   | 11        | 677       | 1 481        |          |
| 13   | Andres Fernandez | Guatemala       | 13         | 286        | 200     | 0       | 14      | 200     | 1 min 59 s 23 | 2        | 312      | +0:36     | 10 min 36 s 88   | 14        | 664       | 1 462        |          |
| 14   | Franco Serrano   | Argentine       | 15         | 286        | 200     | 2       | 13      | 202     | 2 min 2 s 56  | 9        | 305      | +0:41     | 10 min 40 s 88   | 15        | 660       | 1 453        |          |
| 15   | Marcos Rojas     | Cuba            | 17         | 279        | 175     | 0       | 18      | 175     | 2 min 1 s 96  | 7        | 307      | +1:13     | 10 min 41 s 65   | 16        | 659       | 1 420        |          |
| 16   | Esteban Bustos   | Chili           | 16         | 281        | 190     | 2       | 17      | 192     | 2 min 9 s 70  | 17       | 291      | +1:10     | 10 min 46 s 96   | 17        | 654       | 1 418        |          |
| 17   | Oleksandr Tovkai | Ukraine         | 18         | 0 EL       | 245     | 4       | 1       | 249     | 2 min 0 s 93  | 6        | 309      | +4:36     | 10 min 36 s 41   | 13        | 664       | 1 222        |          |
| 18   | Kamil Kasperczak | Pologne         | 8          | 292        | 225     | 0       | 6       | 225     | 2 min 12 s 73 | 18       | 285      | +0:32     | DNF              | 18        | 0         | 802          |          |

### Finale
Le nombre de victoires en escrime est celui des qualifications. Le nombre de points est ajusté en fonction du bonus round. Par rapport à la demi-finale, l'épreuve d'équitation est ajoutée.
| Rang                                | Athlète               | Nation          | Équitation | Équitation | Escrime | Escrime | Escrime | Escrime | Natation | Natation | Natation | Laser-run | Laser-run | Laser-run | Laser-run | Total points |
| Rang                                | Athlète               | Nation          | Rang       | Points     | Vict.   | BR      | Rang    | Points  | Temps    | Rang     | Points   | Hand.     | Temps     | Rang      | Points    | Total points |
| ----------------------------------- | --------------------- | --------------- | ---------- | ---------- | ------- | ------- | ------- | ------- | -------- | -------- | -------- | --------- | --------- | --------- | --------- | ------------ |
| Médaille d'or, Jeux olympiques      | Ahmed Elgendy         | Égypte          | 6          | 300        | 245     | 0       | 1       | 245     | 1:59.30  | 6        | 312      | 0         | 10:02.47  | 11        | 698       | 1 555        |
| Médaille d'argent, Jeux olympiques  | Taishu Sato           | Japon           | 2          | 300        | 230     | 2       | 5       | 232     | 2:04.21  | 12       | 302      | 23        | 9:52.85   | 6         | 708       | 1 542        |
| Médaille de bronze, Jeux olympiques | Giorgio Malan         | Italie          | 1          | 300        | 215     | 0       | 14      | 215     | 1:59.23  | 5        | 312      | 30        | 9:51.70   | 5         | 709       | 1 536        |
| 4                                   | Emiliano Hernandez    | Mexique         | 13         | 286        | 210     | 12      | 11      | 222     | 2:03.39  | 9        | 304      | 45        | 9:40.80   | 1         | 720       | 1 532        |
| 5                                   | Matteo Cicinelli      | Italie          | 9          | 293        | 220     | 0       | 12      | 220     | 1:59.06  | 4        | 312      | 32        | 9:58.23   | 9         | 702       | 1 527        |
| 6                                   | Jun Woong-tae         | Corée du Sud    | 11         | 287        | 235     | 6       | 2       | 241     | 1:59.41  | 7        | 312      | 17        | 10:14.33  | 13        | 686       | 1 526        |
| 7                                   | Changwan Seo          | Corée du Sud    | 12         | 286        | 225     | 4       | 6       | 229     | 2:01.53  | 8        | 307      | 35        | 10:02.33  | 10        | 698       | 1 520        |
| 8                                   | Marvin Dogue          | Allemagne       | 10         | 293        | 225     | 0       | 10      | 225     | 2:07.00  | 16       | 296      | 43        | 9:54.76   | 7         | 706       | 1 520        |
| 9                                   | Joseph Choong         | Grande-Bretagne | 7          | 293        | 195     | 4       | 17      | 199     | 1:57.52  | 1        | 315      | 50        | 9:48.09   | 4         | 712       | 1 519        |
| 10                                  | Balazs Szep           | Hongrie         | 4          | 300        | 215     | 0       | 13      | 215     | 2:05.83  | 15       | 299      | 43        | 9:55.29   | 8         | 705       | 1 519        |
| 11                                  | Jean-Baptiste Mourcia | France          | 3          | 300        | 205     | 0       | 16      | 205     | 2:10.05  | 18       | 290      | 62        | 9:43.94   | 2         | 717       | 1 512        |
| 12                                  | Fabian Liebig         | Allemagne       | 5          | 300        | 210     | 0       | 15      | 210     | 2:04.18  | 11       | 302      | 45        | 10:05.62  | 12        | 695       | 1 507        |
| 13                                  | Csaba Bohm            | Hongrie         | 15         | 286        | 190     | 0       | 18      | 190     | 1:58.94  | 3        | 313      | 68        | 9:44.87   | 3         | 716       | 1 505        |
| 14                                  | Alexandre Dallenbach  | Suisse          | 8          | 293        | 230     | 2       | 4       | 232     | 1:57.64  | 2        | 315      | 17        | 10:40.55  | 16        | 660       | 1 500        |
| 15                                  | Lukasz Gutkowski      | Pologne         | 14         | 286        | 225     | 0       | 9       | 225     | 2:05.28  | 13       | 300      | 46        | 10:19.70  | 14        | 681       | 1 492        |
| 16                                  | Valentin Prades       | France          | 17         | 272        | 225     | 2       | 7       | 227     | 2:07.07  | 17       | 296      | 62        | 10:25.43  | 15        | 675       | 1 470        |
| 17                                  | Pavels Svecovs        | Lettonie        | 16         | 279        | 240     | 0       | 3       | 240     | 2:03.71  | 10       | 303      | 35        | 11:10.97  | 18        | 630       | 1 452        |
| 18                                  | Mohanad Shaban        | Égypte          | 18         | 0          | 225     | 2       | 8       | 227     | 2:05.35  | 14       | 300      | 330       | 10:46.68  | 17        | 654       | 1 181        |